# NIFTY 50
NIFTY 50是印度的股價指數，代表在印度國家證券交易所上市的印度最大的50家企業的加權平均股價。NIFTY 50由NSE指數擁有和管理。NIFTY 50自1996年4月22日開始計算，基準日是1995年11月3日，基準值是1000。

## 外部連結
- Bloomberg page for NIFTY:IND （页面存档备份，存于）
- NSE official site （页面存档备份，存于）